# Srednjovjekovni kornijski jezik
Srednjokornijski jezik (ISO 639 identifier: cnx), povijesni jezik britonske skupine indoeuropskih jezika, koji se između 14 i 16 stoljeća govorio na jugozapadu velikobritanskog otoka. Njegov je nasljednik suvremeni kornijski jezik (kernewek) koji se govori negdje od 1550. godine.